# Levanger FK
Levanger Fotballklubb – norweski klub piłkarski, grający w 2. divisjon, mający siedzibę w mieście Levanger.

## Stadion
Domowe mecze klub rozgrywa na stadionie o nazwie Moan Fritidspark w Levangerze, który może pomieścić 2500 widzów.

## Skład na sezon 2016
| Nr | Poz. | Piłkarz                     |
| -- | ---- | --------------------------- |
| 1  | BR   | Ola Rygg                    |
| 2  | OB   | Victor Diaz Barrera         |
| 3  | OB   | Tom Erik Nordberg (captain) |
| 4  | OB   | Lars Emil Johannessen Flakk |
| 5  | OB   | Rikard Nilsson              |
| 6  | PO   | Andreas Peterson            |
| 7  | PO   | Ørjan Hopen                 |
| 8  | PO   | Vegard Voll                 |
| 9  | NA   | Benjamin Stokke             |
| 10 | NA   | Jo Sondre Aas               |
| 11 | NA   | Bendik Bye                  |
| 12 | BR   | Jonathan Malmberg           |

| Nr | Poz. | Piłkarz               |
| -- | ---- | --------------------- |
| 14 | PO   | Erik Skeie            |
| 15 | OB   | Erik Engen Andersen   |
| 17 | PO   | Marcus Astvald        |
| 18 | OB   | Per Verner Rønning    |
| 19 | OB   | Espen Hammer Berger   |
| 20 | NA   | Daniel Stensland      |
| 21 | NA   | Erlend Flø Gustad     |
| 23 | NA   | Adria Mateo Lopez     |
| 24 | PO   | Andreas Lykke Strand  |
| 25 | PO   | Bent Sørmo            |
| 26 | OB   | Sebastian Starkenberg |
| 33 | BR   | Jacob Storevik        |